# Сасек-Великий
Сасек-Великий (пол. Sasek Wielki, нім. Materschobensee) — село в Польщі, у гміні Щитно Щиценського повіту Вармінсько-Мазурського воєводства.
Населення — 106 осіб (2011).

## Демографія
Демографічна структура станом на 31 березня 2011 року:
|          | Загалом | Допрацездатний вік | Працездатний вік | Постпрацездатний вік |
| -------- | ------- | ------------------ | ---------------- | -------------------- |
| Чоловіки | 58      | 9                  | 43               | 6                    |
| Жінки    | 48      | 7                  | 27               | 14                   |
| Разом    | 106     | 16                 | 70               | 20                   |